# بخش فرانکفورت (شهرستان ویل، ایلینوی)
بخش فرانکفورت (به انگلیسی: Frankfort Township) یک منطقهٔ مسکونی در ایالات متحده آمریکا است که در شهرستان ویل، ایلینوی واقع شده‌است. بخش فرانکفورت ۹۵٫۳۹ کیلومتر مربع مساحت دارد ۱۱۸ متر بالاتر از سطح دریا واقع شده‌است.